# Котсалайнен, Степан Иванович
Теппо (Степан Иванович) Котсалайнен (Котсолайнен) (6 февраля 1909, Царскосельский уезд, Санкт-Петербургская губерния — 20 августа 1941, Прионежский район) — советский театральный режиссёр, главный режиссёр Государственного финского драматического театра.

## Биография
Теппо Котсолайнен родился 6 февраля 1909 года в деревне Коврово.
Окончил режиссёрский факультет Московского театрального института имени Луначарского, во время учёбы руководил самодеятельными театральными кружками, в качестве практиканта-режиссёра работал в Управлении искусств в Алма-Ате.
С 1918 по 1929 гг. работал на родине батраком и пастухом.
В 1929 г. работал пожарным на прядильно-ткацкой фабрике имени Петра Анисимова в Ленинграде.
С 1932 г. — заместитель директора Дома самодеятельных искусств при Наркомате просвещения Карельской АССР.
С 1937 года — режиссёр, а с 1940 г. — главный режиссёр Государственного финского драматического театра в Петрозаводске.
Поставил шесть разноплановых постановок, среди которых «Свадьба. Медведь. Юбилей» Чехова, «Егор Булычёв и другие» Горького, «Мудрая дева» Лассила, «Машенька» Афиногенова.
С началом Великой Отечественной войны, умолчав о своей сильной близорукости, ушёл добровольцем на фронт.
Погиб 20 августа 1941 года в оборонительных боях под Петрозаводском.

## Комментарии
1. ↑  Деревня Коврово располагалась на возвышенности около Киевского шоссе, в районе ответвления на Кондакопшино[1][2] и относилась к Царскосельскому уезду, позднее — к Троцкому, Красногвардейскому[3] району; не сохранилась, ныне — территория Пушкина, Санкт-Петербург[4].